# Konstantinos Komninos-Miliotis
Konstantinos Komninos-Miliotis foi um militar e esgrimista grego, representou seu país nos Jogos Olímpicos de Verão de 1896. Não conseguiu nenhuma medalha.
Serviu também no Exército da Grécia e participou de várias batalhas por seu país. Foi morto durante a ocupação do território grego pelas potências do Eixo.